# Peenestrom
Der Peenestrom ist ein Meeresarm der Ostsee in Mecklenburg-Vorpommern, der die Insel Usedom vom Festland trennt. Er ist etwas über 20 Kilometer lang und verbindet als westlichstes von drei Seegatts (neben Swine (Swina) und Dievenow (Dziwna)) das Stettiner Haff mit der offenen Ostsee. Damit ist der Peenestrom zugleich einer der drei Mündungsarme der Oder zum Meer. Das sechs Kilometer lange Stück vom Haff bis zum Mündungsdelta der Peene heißt streng genommen nicht Peenestrom, sondern (der) Strom.
Der Peenestrom hat mehrere, teilweise große Ausbuchtungen, so das Achterwasser und die Krumminer Wiek, die beide auf der östlichen Seite des Peenestroms weit in die Insel Usedom hineinragen, sowie die Spandowerhagener Wiek auf der westlichen Seite. Es gibt einige Inseln im Peenestrom, etwa den Großen und Kleinen Wotig (Großer Rohrplan) und den Kleinen Rohrplan.

## Name
Den Namen hat der Peenestrom vom Fluss Peene, der östlich von Anklam mit einem kleinen Delta mündet. Nach der Peene ist die Ziese das zweitgrößte in den Peenestrom einmündende Fließgewässer. Auf dem Peenestrom herrschen zeitweise recht starke Strömungen, da bei starken nördlichen bis nordöstlichen Winden Wassermassen aus der Ostsee ins Haff gedrückt werden und später wieder abfließen.
Im Mittelalter war Lutense, auch Lutenze, Liutenza oder Lutenza die Bezeichnung für den Peenestrom westlich von Zecherin. Dieser Name leitet sich wahrscheinlich vom slawischen Wort ljutъ ab, was „grimmig“ oder „wild“ bedeutet.

## Schifffahrt
Am Peenestrom liegen außer dem Seehafen Wolgast auch der ehemalige Militärhafen Peenemünde, der Fischereihafen Freest und die Häfen in Karlshagen und Lassan. Der Peenestrom gilt als beliebtes Segelrevier, an ihm befinden sich verschiedene kleine Jachthäfen, unter anderem in Freest, Kröslin, Peenemünde, Karlshagen, Zinnowitz, Wolgast, Krummin und Ziemitz.
Bis Ende 2009 wurde das Fahrwasser im nördlichen Teil des Peenestroms als Seewasserstraße auf 7,5 Meter vertieft. Diese Vertiefung ermöglicht Schiffen mit einer Zuladung von 2000 TEU bzw. 3500 Tonnen, von der Ostsee aus über das Landtief, den Greifswalder Bodden und die Knaackrückenrinne den Strom bis zum Hafen Wolgast zu befahren. Das Fahrwasser südlich von Wolgast wurde auf 2,5 m festgelegt.

## Querungen

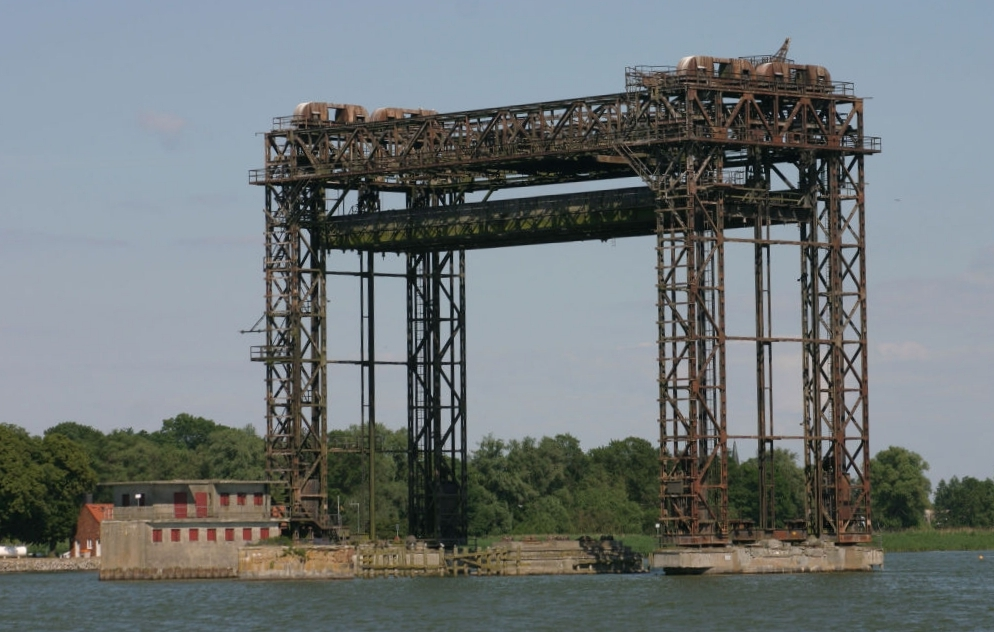
Eisenbahn-Hubbrücke Karnin

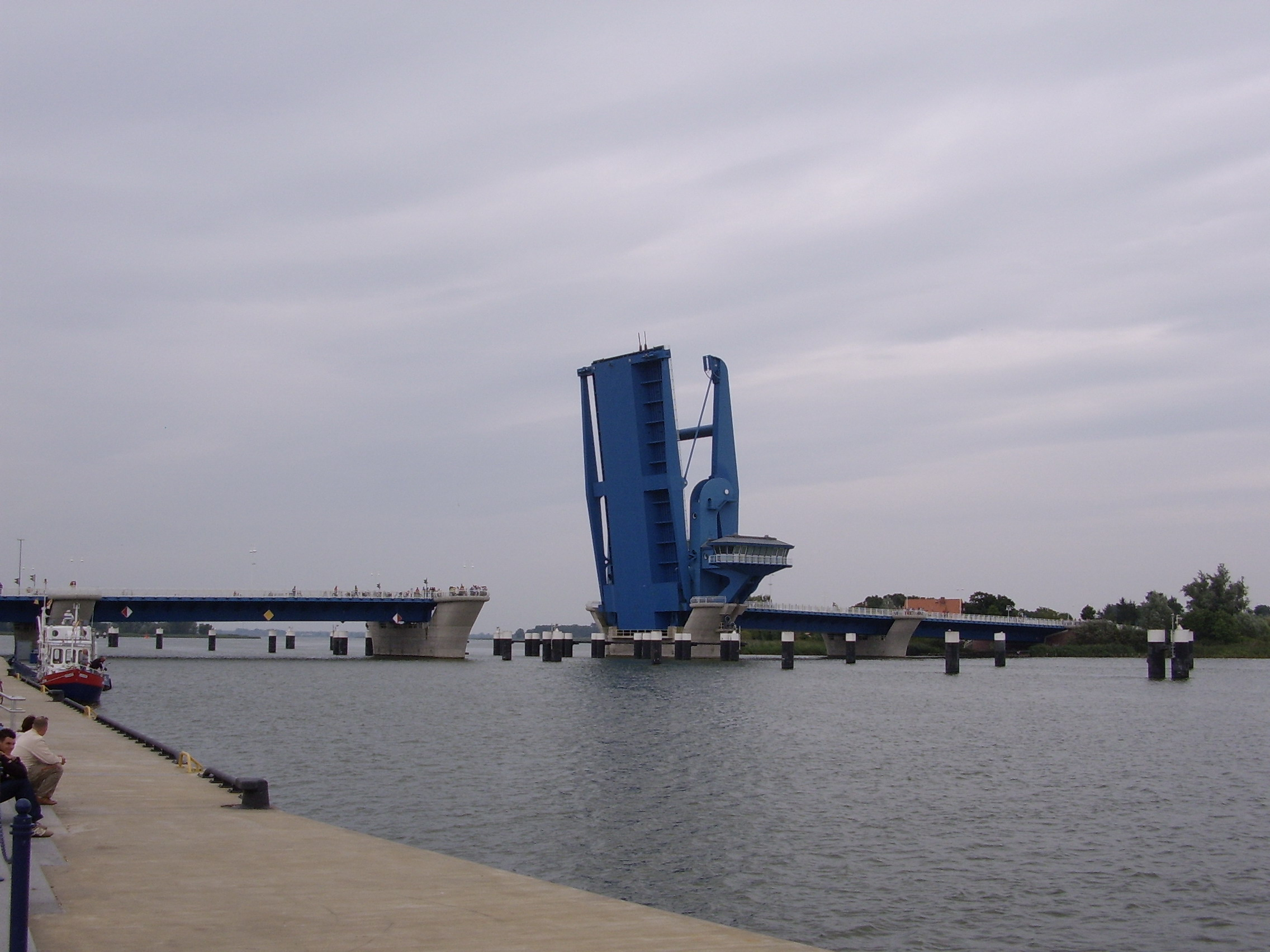
Klappbrücke Wolgast

Bei Zecherin (Stadtteil der Stadt Usedom) führt eine Stahlgitter-Straßenbrücke über den Peenestrom, deren Mittelteil als Klappbrücke ausgeführt ist. In Wolgast verbindet die Peenebrücke Wolgast, eine Ende der 1990er Jahre neu gebaute kombinierte Eisenbahn- und Straßenbrücke, das Festland mit der Insel Usedom, die ebenfalls als Klappbrücke konstruiert ist. Beide Brücken werden mehrmals am Tag zu festgelegten Zeiten geöffnet und gewähren so der Schifffahrt einen Durchlass. Eine weitere Brücke für Wolgast befindet sich in der Planungsphase.
Eine Personenfähre, die auch Fahrräder transportiert, quert den Peenestrom zwischen Peenemünde und Freest/Kröslin, eine weitere verkehrt zwischen Karnin und Kamp.
Nahe dem Usedomer Ortsteil Karnin steht mitten im Peenestrom als Relikt der früheren Eisenbahnstrecke Berlin–Swinemünde (1876–1945) der Rest einer Eisenbahn-Hubbrücke, die zum Zeitpunkt ihres Baues wegen ihrer Länge und Konstruktion als technische Meisterleistung galt. Im Zweiten Weltkrieg wurden die beidseitig zur Hubbrücke führenden Brückenrampen von der zurückweichenden deutschen Wehrmacht gesprengt. Allein die Hubbrücke selbst blieb unversehrt stehen.
Zwischen Kröslin und Peenemünde sowie zwischen Kamp und Karnin überqueren zwei zweisystemige 110-kV-Hochspannungsleitungen den Peenestrom.

## Natur
Der Peenestrom ist, insbesondere wegen seines Fischvorkommens, ein bedeutender Lebensraum für Wasservögel, beispielsweise für Seeadler, Reiher, Kormorane und Seeschwalben. Die Peenemündung mit ihrem vorgelagerten Flachwasserbereich und zahlreichen Sandbänken, sowie die Halbinsel Struck und die Insel Ruden wurde wegen ihres Vogelreichtums bereits 1925 als Naturschutzgebiet ausgewiesen.